# Milko Bambič
Milko Bambič, slovenski slikar, karikaturist, stripar, likovni kritik, mladinski pisatelj, publicist in izumitelj, * 26. april 1905, Trst, † 20. maj 1991, Trst.

## Življenje
Osnovno šolo, enoletno nemško pripravnico in prvi razred nemške realke je obiskoval v Trstu, kjer je hodil tudi v slikarsko šolo bratov Rondič. Maturiral je na realki v Idriji. Tu ga je učitelj Lojze Špacapan seznanil s futorizmom in avantgardo. Nato je absolviral Trgovsko visoko šolo Revoltella v Trstu. Vpisal se je na arhitekturo v Ljubljani, a je ni dokončal.

## Delo
Bambič je deloval  kot slikar, risar, ilustrator karikaturist, izdelovalec reklam in lepakov ter pisec politično angažiranih besedil. Leta 1931 je izdelal logotip za mineralno vodo Radensko (tri srca), lepake za dnevnik Slovenec in za tovarno Peko. V dnevnem časopisju v Ljubljani je objavljal svoje karikature. Kot likovni kritik je spremljal likovno sceno italijanskega in slovenskega Trsta sredi dvajsetega stoletja. Vsega skupaj je ilustriral okrog sedemdeset knjig. 
Bambič je bil tudi izumitelj. Deloval je na področju tiska, elektronike, pisalnega stroja in na izboljšavi puške. Navduševal se je nad jezikovno pestrostjo sveta in govoril devet jezikov. Ukvarjal se je tudi z bionenergetiko, s hipnozo, spiritizmom in drugimi okultnimi vedami.
Uvrščamo ga v generacijo slovenske likovne avantgarde v obdobju med prvo in drugo svetovno vojno. 

### Dela za mladino
V mladinski ilustraciji velja za enega od najbolj domiselnih slovenskih ilustratorjev. Izdelal je prvo mladinsko knjigo v barvni litografiji Miklavževa noč, avtorja Josipa Ribičiča. Bil je tudi  mladinski pisatelj, za svoje slikanice Kralj Honolulu in povest Fižolčki je sam napisal besedilo. Njegova dela so polna anekdotskega humorja in lahkotnega občutja. Je avtor prvega slovenskega stripa Bu-Ci-Bu, ki je izšel v Našem glasu leta 1927.

#### Kralj Honolulu
V pravljici nastopajo hudobni kralj, mali dvorni norček Miha Bradavica, lepa in dobra kraljična Alenčica in hudi zmaj. Kralj se okopa v čudežni vodi, ki povzroči, da se spremeni v črnega mačka in v mačji podobi vohuni med ljudmi ter jih kaznuje za kako uporno besedo ali dejanje. Na koncu so dobri ljudje poplačani za svoje junaštvo, hudobni kralj Honolulu pa je obsojen, da živi dalje kot pol mož in pol maček. Zgodbo pripovedujeta oče in sin, spretno preoblečena, da ju ni mogoče prepoznati, le na koncu izvemo, kdo sta v resnici.

#### Fižolčki
Krajša povest Fižolčki govori o glavnih junakih bratcih po imenu Fržolček, Fažolček, Fežolček, Fažulček in Fižulček. Njihove poti se kmalu razidejo in njihovim dogodivščinam ni in ni konca. Usoda jih na koncu ponovno združi, zlezejo mamici zemlji v naročje, da bi tudi oni nekoč vzcveteli in rodili nove fižolčke.

### Avtor in ilustrator
- Fižolčki, Založba Slomškova družba v Ljubljani, 1940
- Kralj Honolulu, Založništvo Tržaškega tiska, d. d. Trst, 1990

### Dela z objavljenimi ilustracijami
- dnevnik Jutro,
- humoristični list Skovir,
- revije Smorodnost, Ilustracija, Novi rod, Galeb, Pastirček, Primorski dnevnik,
- šolsko berilo Mlado cvetje,
- France Bevk,  Grivarjevi otroci , Slomškova družba, Ljubljana (1939)
- Josip Brinar,  Kosmatin , Družba sv. Mohorja, Celje (1931)
- France Novšek,  Alenkina čebelica , Literarni klub, Ljubljana (1941)
- Jakob Grimm,  Pravljice , Ljudska knjigarna, Ljubljana (1944)
- France Bevk,  Stražni ognji , Unione Editoriale Goriziana, Gorica (1938)
- France Bevk,  Kozorog , Sigma, Gorica (1933)
- Anton Debeljak,  Tičistan , »Tičistan«, Ljubljana (1940)
- Leopold Paljk,  Kolački , Goriška Mohorjeva družba, Gorica (1926)
- Stanislav Vdovič,  Pravljice , Družba sv. Mohorja, Celje (1932)
- Danilo Gorinšek,  Zlata tička , Knjigarna Tiskovne zadruge, Ljubljana (1943)
- Lojze Zupanc,  Vklenjena mladost , Knjigarna Tiskovne zadruge, Ljubljana (1943)
- Virgilij Šček,  Kam greš? , Katoliška knjigarna, Gorica (1947)
- Jože Sevljak,  Jaz pa prosim za košček modrine , D.o. Sev, Litija (1998)

### Prevodi
- Pesmi Aleksandra A. Bloka,
- Zbirka pesmi Michelle Chaunier.